# Vlaams Theater Instituut

Le Vlaams Theater Instituut (acronyme : VTI, littéralement : Institut du Théâtre flamand) est un Institut flamand pour les arts de la scène qui a, depuis le 1er janvier 2015, fusionné avec BAM et Muziekcentrum Vlaanderen (nl) pour instituer le Kunstenpunt (nl).

## Activités
Le VTI maintient une base de données répertoriant des informations sur le théâtre, la danse et la musique.
L'institut est également actif dans la sensibilisation au patrimoine flamand.